# Pampán
Pampán is een gemeente in de Venezolaanse staat Trujillo. De gemeente telt 56.000 inwoners. De hoofdplaats is Pampán.